# Andorre aux Jeux paralympiques
L'Andorre a participé pour la première fois aux Jeux paralympiques aux Jeux paralympiques d'hiver de 2002 à Salt Lake City et n'a remporté aucune médaille depuis son entrée en lice dans la compétition. L'Andorre a participé à sept Jeux paralympiques dont six d'hiver. 